# Areopoli
Areopoli (griechisch Αρεόπολη (f. sg.)), früher auch Areopolis und Tsimova genannt, ist der Hauptort der Halbinsel Mani und bildet mit fünf kleineren Dörfern eine Ortsgemeinschaft im Gemeindebezirk Itylo der Gemeinde Anatoliki Mani in der griechischen Region Peloponnes.

## Lage
Areopoli liegt rund 80 Kilometer südlich von Kalamata in 255 Meter Höhe auf einer Hochebene zwischen dem Messenischen Golf (Messiniakos Kolpos) und dem Taygetos-Gebirge. Mit 888 Einwohnern (2011) ist Areopoli größter Ort der westlichen Mani. Er liegt an der Grenze zwischen Äußerer Mani (Éxo Mani), die sich von Areópoli bis kurz vor Kalamata erstreckt, und der Inneren Mani (Méssa Mani), wie die Gegend südlich von Areopoli bis zum Kap Tainaron bezeichnet wird. An dieser Stelle ist der Taygetos relativ flach und bietet daher einen relativ günstigen Weg nach Osten, zur Hafenstadt Gythio. Dieser Pass wurde in der Türkenzeit durch die Festung Kelefá gesichert.

## Geschichte und Stadtbild

Flagge der Mani

Der Name Tsimova während der Osmanischen Herrschaft leitet sich vermutlich vom slawischen Wort Zima für Winter ab. Ihren heutigen Namen „Aresstadt“ erhielt Areópoli 1835 am Beginn der ottonischen Regentschaft zu Ehren des Kriegsgottes Ares.
Dem Freiheitskämpfer Petros Mavromichalis (1765–1848), dessen mächtige Familie jahrhundertelang auf der Mani ansässig war, wurde auf dem Marktplatz ein Denkmal errichtet. Er hisste hier auf der historischen Kirche der Taxiarchen am 17. März 1821 zusammen mit anderen Manioten die Fahne der Mani (mit einem blauen Kreuz und der Losung ΝΙΚΗ Ή ΘΑΝΑΤΟΣ „Sieg oder Tod“) und gab damit ein Startsignal zum griechischen Freiheitskampf.
Der Hafen von Areopoli ist Limeni mit dem Familiensitz der Mavromichalis, der heute als Museum für die Bräuche der Mani dient.
Die Stadt ist von den für die Halbinsel typischen Wohntürmen und von sehenswerten Kirchen geprägt und steht unter Denkmalschutz.

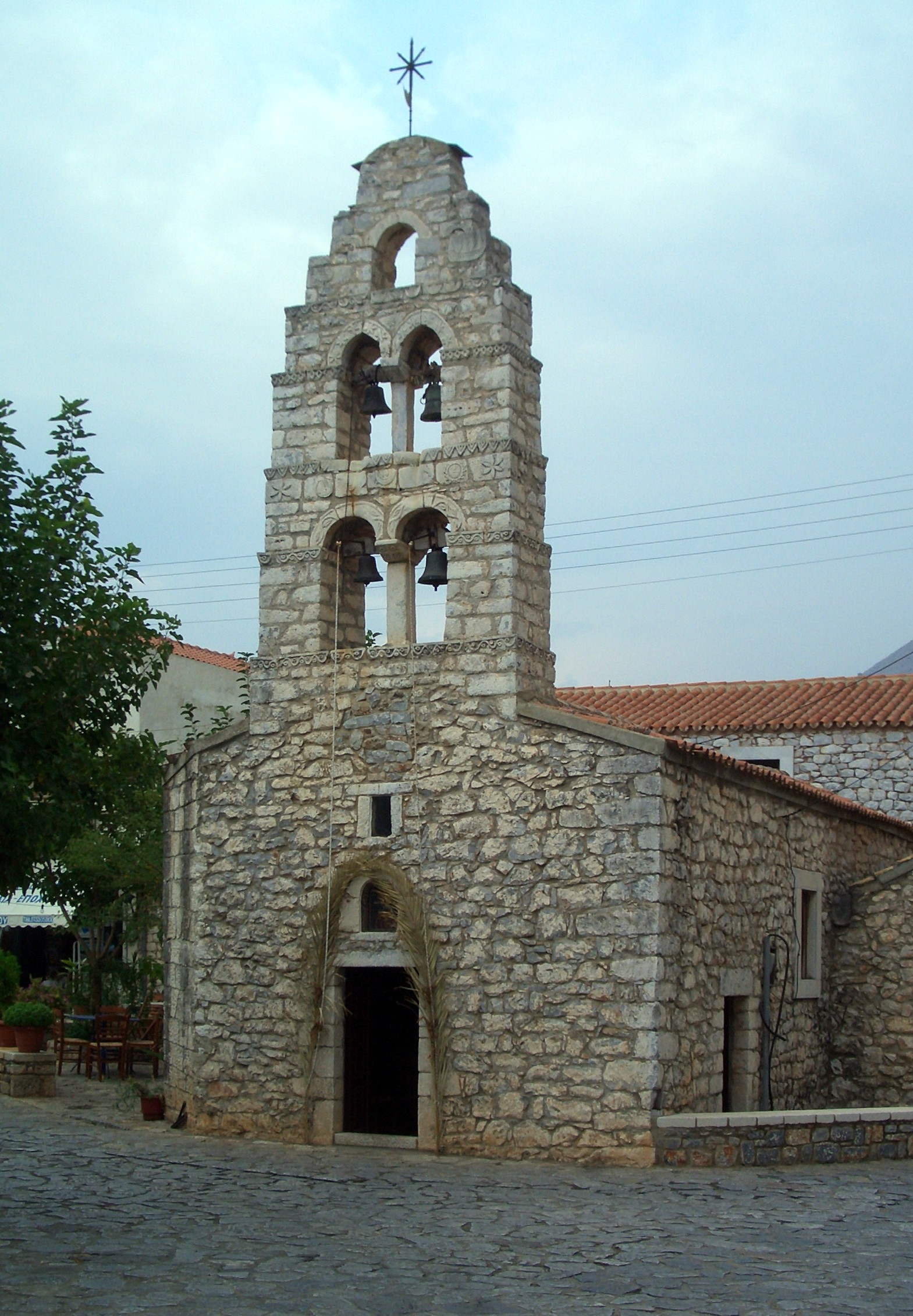
Doppelkirche Panagia und Agios Charalambos
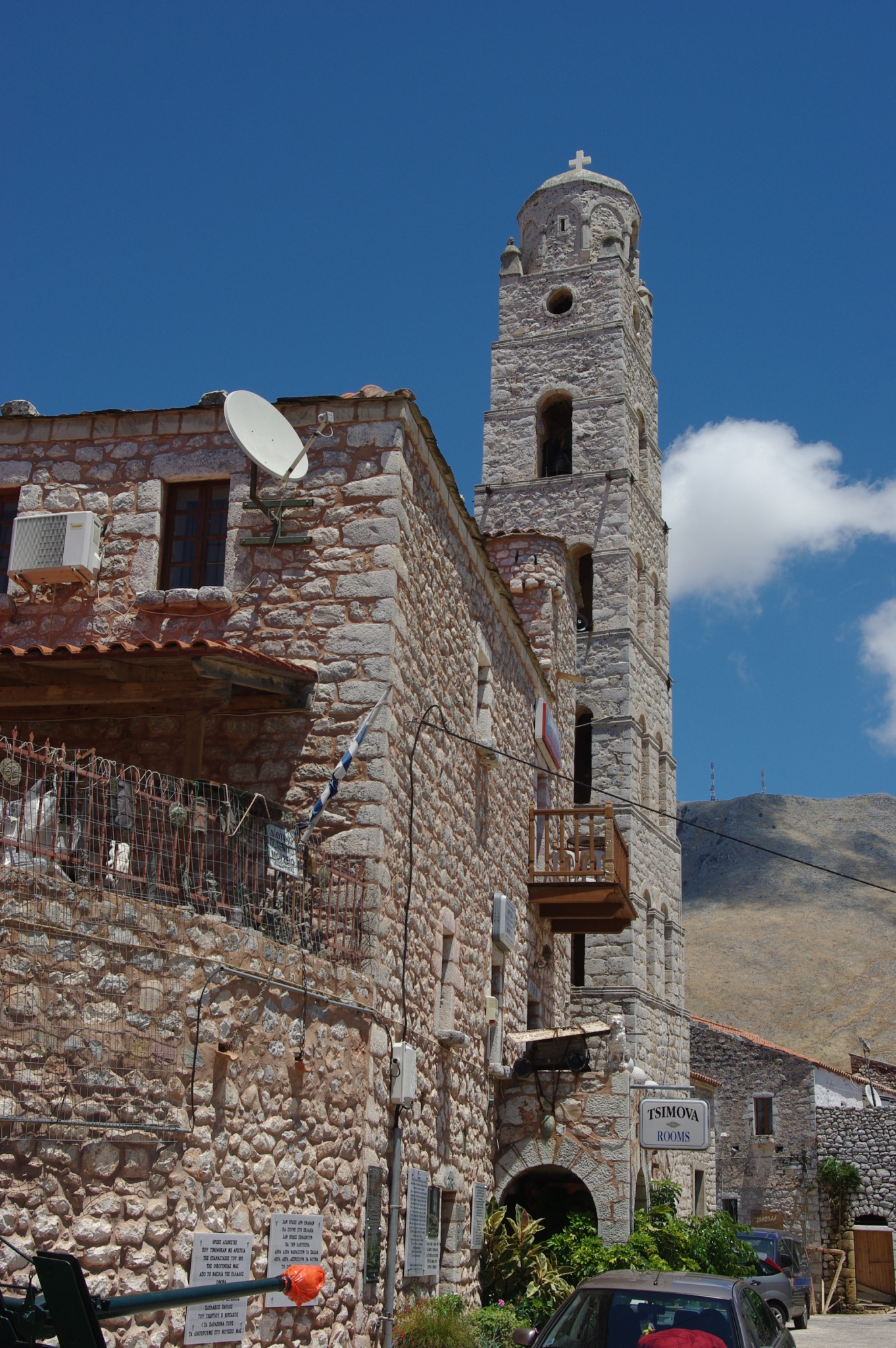
Turm der Ag. Taxiarchos
Denkmal für Petros Mavromichalis am Hauptplatz
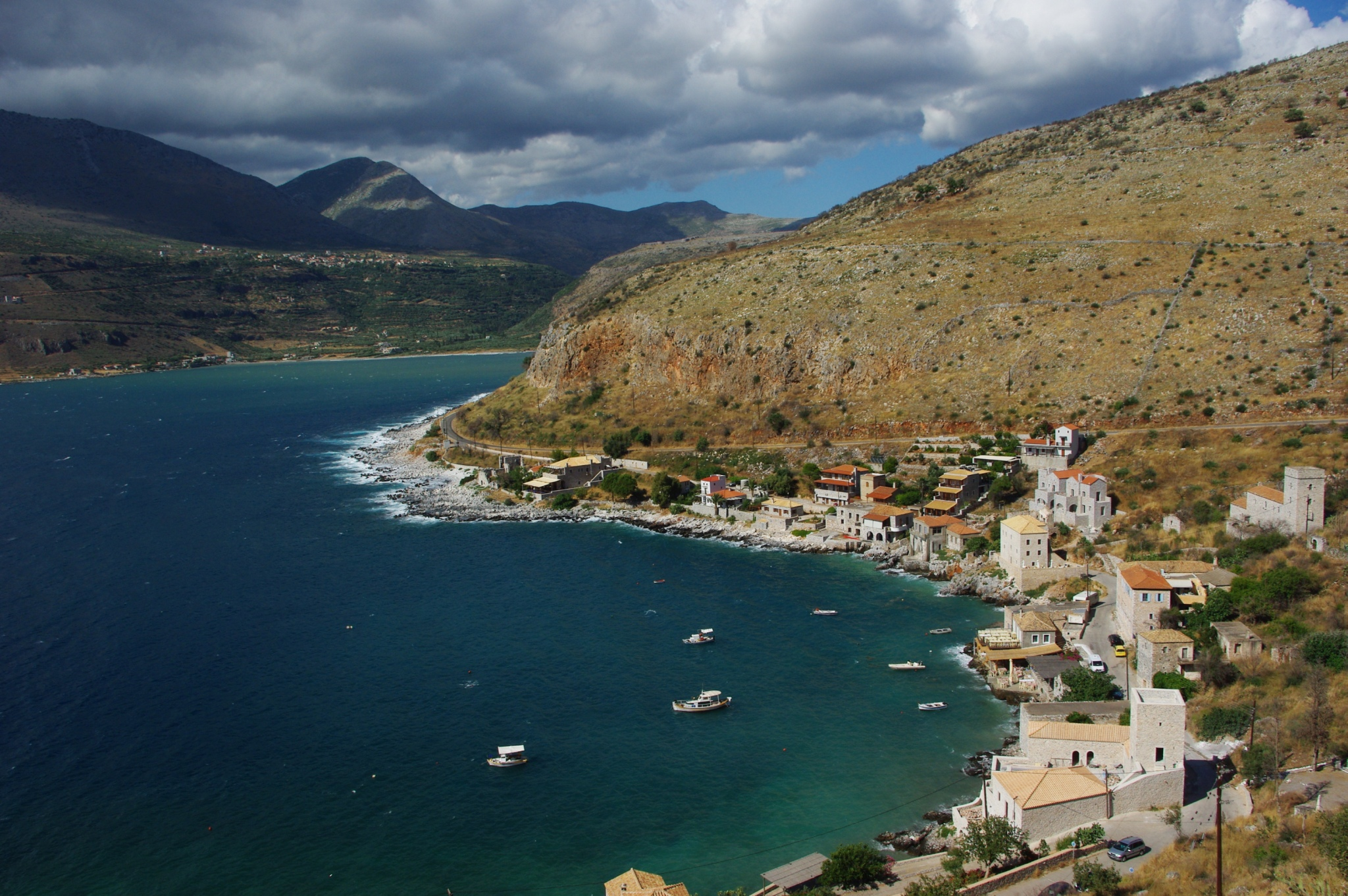
Limeni und Limeni-Bucht
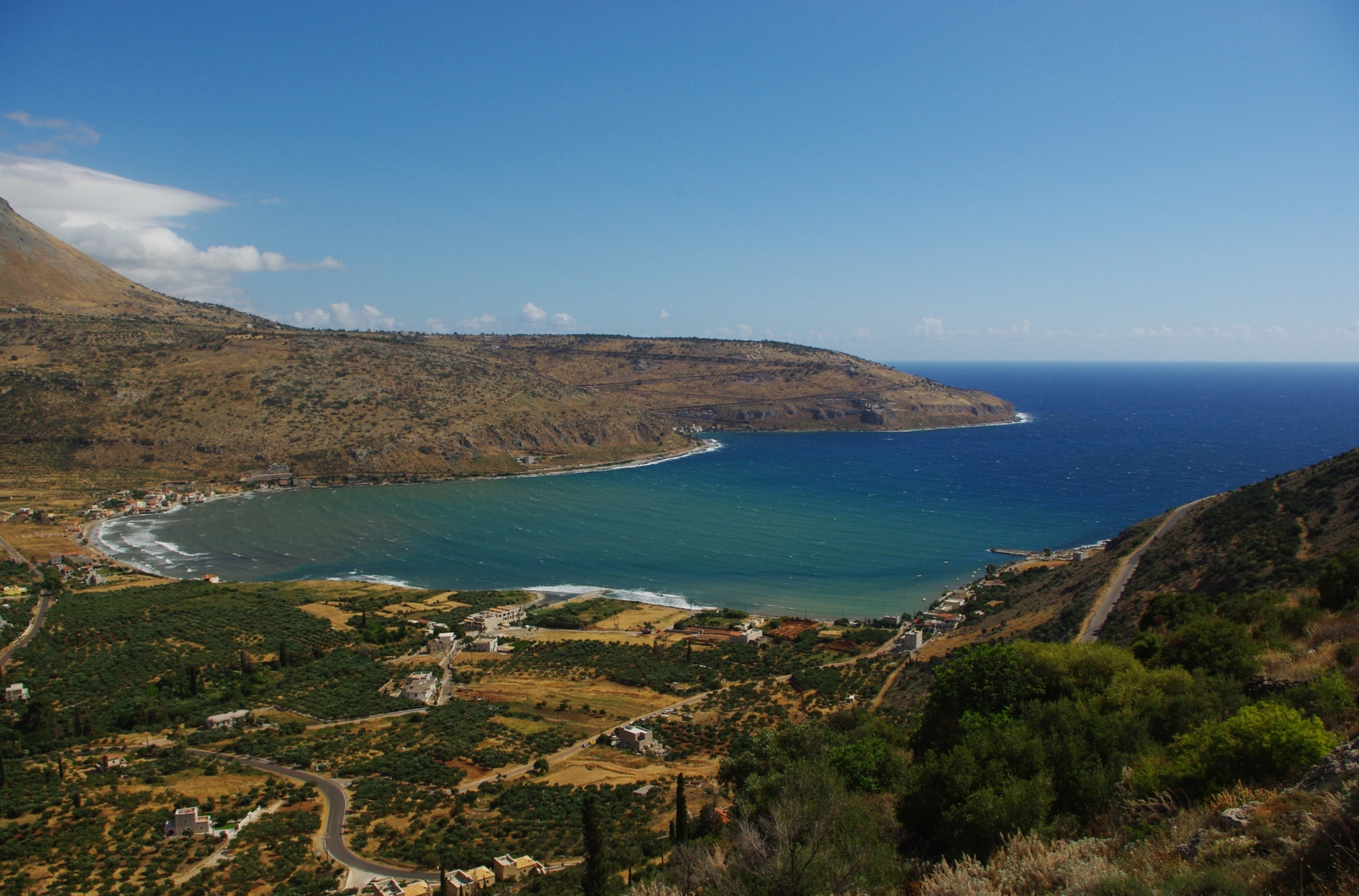
Limeni-Bucht im Hintergrund liegt Areopoli

## Höhlen von Pyrgos Dirou
Etwa sieben Kilometer südlich von Areopoli liegt die Tropfsteinhöhle bei Pyrgos Dirou (griechisch Σπήλαια του πύργου διρού), die meistbesuchte Sehenswürdigkeit der Mani. Eine unterirdische Bootsfahrt bringt die Besucher in das effektvoll beleuchtete Höhlensystem.